# Brachycentrus schnitnikovi
Brachycentrus schnitnikovi is een schietmot uit de familie Brachycentridae. De soort komt voor in het Palearctisch gebied.